# Calocybe persicolor
Calocybe persicolor är en svampart som först beskrevs av Elias Fries, och fick sitt nu gällande namn av Rolf Singer 1962. Calocybe persicolor ingår i släktet Calocybe och familjen Lyophyllaceae.   Inga underarter finns listade i Catalogue of Life.
I den svenska databasen Dyntaxa används istället namnet Rugosomyces persicolor för samma taxon.  Arten är reproducerande i Sverige.

## Bildgalleri

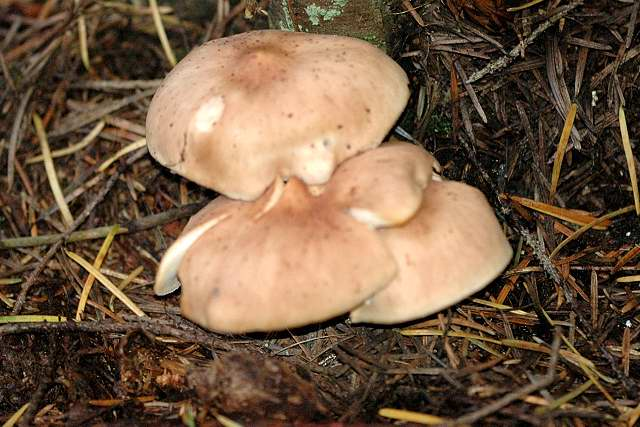
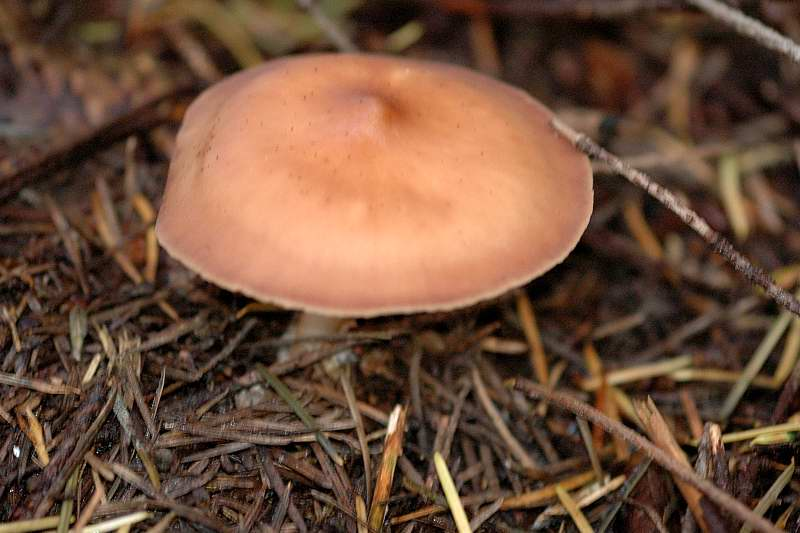